# Довжицька сільська рада (Чернігівський район)
До́вжицька сільська́ ра́да — орган місцевого самоврядування у Чернігівському районі Чернігівської області. Адміністративний центр — село Довжик.

## Загальні відомості
Довжицька сільська рада утворена в 1923 році.
05.02.1965 Указом Президії Верховної Ради Української РСР передано Довжицьку, Пльохівську, Рудківську, Хмільницьку та Шибиринівську Ріпкинського району — до складу Чернігівського району.
- Територія ради: 55,75 км²
- Населення ради: 1028 осіб (станом на 2001 рік)

## Населені пункти
Сільській раді підпорядковані населені пункти:
- с. Довжик
- с. Рогощі
- с. Табаївка
- с. Унучки

## Склад ради
Рада складається з 12 депутатів та голови.
- Голова ради: Курило Ніна Михайлівна
- Секретар ради: Бондар Любов Миколаївна

### Керівний склад попередніх скликань
| ПІБ                            | Основні відомості                                                          | Дата обрання | Дата звільнення |
| ------------------------------ | -------------------------------------------------------------------------- | ------------ | --------------- |
| Бондаренко Володимир Іванович  | Сільський голова, 1952 року народження, член Соціалістичної партії України | 26.03.2006   | 01.11.2007      |
| Бондаренко Надія Олександрівна | Сільський голова, 1954 року народження                                     | 16.03.2008   | 31.10.2010      |
| Курило Ніна Михайлівна         | Сільський голова, 1963 року народження, освіта вища, позапартійна          | 31.10.2010   |                 |

Примітка: таблиця складена за даними джерела

### Депутати
За результатами місцевих виборів 2010 року депутатами ради стали:

#### За суб'єктами висування
| Суб'єкт висування | Кількість обраних депутатів | %    |
| ----------------- | --------------------------- | ---- |
| Самовисування     | 7                           | 58,3 |
| Партія регіонів   | 5                           | 41,7 |

#### За округами
| № округу        | Прізвище, ім'я, по батькові   | Дата визнання обраним | Освіта             | Партійна приналежність                        | Відомості про обраного депутата                  |
| --------------- | ----------------------------- | --------------------- | ------------------ | --------------------------------------------- | ------------------------------------------------ |
| Партія регіонів |                               |                       |                    |                                               |                                                  |
| 3               | Масюк Галина Володимирівна    | 02.11.2010            | вища               | позапартійна                                  | Довжицький навчально-виховний комбінат, директор |
| 7               | Овчар Володимир Олександрович | 02.11.2010            | вища               | позапартійний                                 | Довжицьке споживче товариство, голова правління  |
| 9               | Плужник Ніна Андріївна        | 02.11.2010            | середня            | член Партії регіонів                          | пенсіонер                                        |
| 11              | Пінчук Володимир Миколайо     | 02.11.2010            | середня            | член Партії регіонів                          | СТОВ « Україна», бригадир відділку               |
| 12              | Володько Олена Михайлів       | 02.11.2010            | середня            | член Партії регіонів                          | СТОВ « Україна», обліковець                      |
| Самовисування   |                               |                       |                    |                                               |                                                  |
| 1               | Бондар Юрій Іванович          | 02.11.2010            | середня спеціальна | позапартійний                                 | ВАТ «Чернігівське ПП», сторож                    |
| 2               | Музиченко Микола Олексійович  | 02.11.2010            | середня спеціальна | член Соціалістичної партії України            | пенсіонер                                        |
| 4               | Грищенко Валентина Іванівна   | 02.11.2010            | вища               | член Всеукраїнського об'єднання «Батьківщина» | Довжицький навчально-виховний комбінат, вчитель  |
| 5               | Юрковська Ніна Петрівна       | 02.11.2010            | середня            | позапартійна                                  | ОЗВТП «Новоселівське», продавець                 |
| 6               | Бондар Любов Миколаїв         | 02.11.2010            | вища               | член Партії регіонів                          | СТОВ « Україна», гол. економіст                  |
| 8               | Сусло Валентина Михайлів      | 02.11.2010            | вища               | позапартійна                                  | Довжицький навчально-виховний комбінат, вчитель  |
| 10              | Кулиба Петро Васильо          | 02.11.2010            | вища               | позапартійний                                 | ПП «Трактородеталь», директор                    |